# Білий Потік (струмок)
Білий Потік — струмок в Україні, у Путильському районі Чернівецької області, лівий доплив  Товарниці (басейн Дунаю).

## Опис
Довжина струмка приблизно 7 км. Формується з багатьох безіменних струмків.

## Розташування
Бере початок на північно-західних схилах гори Бочков. Тече переважно на північний захід через село Петраші і на південному сході від Околена впадає у річку Товарницю, праву притоку Черемошу.